# Pierre Oriola
Pierre David Oriola Garriga (Tàrrega, Urgell, Ponent, 25 de setembre de 1992), és un basquetbolista català que mesura 2,08 m i ocupa la posició d'aler pivot i pivot.

## Trajectòria esportiva
Es forma al CN Tàrrega de la seva ciutat natal, posteriorment fitxaria per les categories inferiors del Lleida Bàsquet.
La temporada 2009-2010 amb setze anys fitxa pel planter del Bàsquet Manresa, i debuta aquella mateixa temporada al primer equip. Va jugar sis segons en el seu partit de debut a l'ACB en un partit que enfrontava el Bàsquet Manresa contra el Joventut de Badalona. L'any següent juga 19 partits amb el primer equip manresà, en què juga 6 minuts per partit, i anota només un punt per partit. La temporada 2011-12 continua jugant, encara que amb escàs protagonisme en el Bàsquet Manresa.
A la recerca de minuts, juga al Força Lleida a la temporada 2012-13 i el Club Baloncesto Peñas Huesca la 2013-14, realitzant grans temporades, en les quals va fer de mitjana 8,1 punts i 4,7 rebots en 26 partits a Lleida i 15 punts i 6,4 rebots a Osca.
Després d'aquestes dues grans temporades torna a la Lliga ACB fitxant pel CB Sevilla, on va fer 7 punts i 4 rebots de mitjana durant la temporada 2014-15 i 8,5 punts i 3,5 rebots en 19 minuts de mitjana en la seva segona temporada a l'equip sevillà.
L'estiu de 2016 fitxa pel València Basket, en una temporada en què va fer de mitjana 8 punts i 3 rebots per partit, juga tres finals, la Copa del Rei, l'Eurocopa i la Lliga ACB, i va guanyar la lliga: l'equip valencià es va imposar en la gran final al Reial Madrid per 3 a 1.
El juliol de 2017 es va fitxar amb el FC Barcelona per quatre temporades, després que l'equip blaugrana pagués un milió d'euros de clàusula de rescissió al València Basket.
La temporada 2020-21 va arribar amb el Barça a la final de l'Eurolliga (derrota contra l'Efes Pilsen), i va guanyar contra el Reial Madrid la Copa del Rei i la Lliga ACB amb els blaugrana.
A finals de setembre de 2022 Oriola, fins llavors capità de l'equip, anuncia la seva sortida del club. En el comiat, addueix una decisió tècnica amb una rescissió unilateral del club el dia 30 de juny de 2022, dos anys abans de vèncer. A l'octubre del mateix any va fitxar pel Bàsquet Girona.